# Pabellón Menorca
Il Pabellón Menorca è un'arena coperta sita a Minorca, nell'area di Binitaufa, Mahón in Spagna.
È principalmente utilizzato per ospitare le partite di basket del team Minorca Bàsquet. L'arena ospita 5 115 spettatori e venne costruita nel tempo record di 100 giorni nel 2005.